# Izodoza
Izodoza - linia na wykresie lub mapie łącząca punkty o tej samej wartości dawki promieniowania lub mocy dawki. Izodoza jest stosowana do opisu terenu skażonego, np. opadem promieniotwórczym, pola napromienienia badania rentgenograficznego.